# Karl-Joachim Hölkeskamp
Karl-Joachim Hölkeskamp (* 25. Juli 1953 in Witten) ist ein deutscher Althistoriker.

## Leben
Karl-Joachim Hölkeskamp studierte von 1972 bis 1981 Geschichte, Anglistik, Philosophie, Pädagogik und Altertumswissenschaften an den Universitäten in Bochum und Oxford. Er war Stipendiat der Studienstiftung des deutschen Volkes und des British Council. 1979 bestand er in Bochum das Erste Staatsexamen in den Fächern Englisch und Geschichte. Von 1981 bis 1987 war er wissenschaftlicher Mitarbeiter in Bochum. Im Dezember 1984 wurde er dort mit einer von Karl-Wilhelm Welwei betreuten Studie über die Entstehung der Nobilität promoviert.
Von 1987 bis 1991 war er Moses and Mary Finley Research Fellow im Fach Alte Geschichte am Darwin College in Cambridge, wo er 1990 den Master of Arts erwarb. Von 1990 bis 1992 war er Affiliated Lecturer an der Universität Cambridge. 1991 habilitierte er sich in Bochum mit einer Untersuchung zum archaischen Griechenland und ging 1991–92 als Junior Fellow an das Center for Hellenic Studies der Universität Harvard in Washington D.C. Von 1991 bis 1994 lehrte er als Privatdozent in Bochum, 1993–94 von einem PostDoc-Stipendium der Fritz-Thyssen-Stiftung unterstützt. Von 1994 bis 1996 war er Universitätsprofessor für Alte Geschichte an der  Universität Greifswald, 1996 wechselte er an die Universität zu Köln. Rufe an die Johann Wolfgang Goethe-Universität Frankfurt (2000) und an die Ludwig-Maximilians-Universität München (2001) lehnte er ab. Von 1998 bis 2004 war er Mitglied und Sprecher des Graduiertenkollegs 'Vormoderne Konzepte von Zeit und Vergangenheit' an der Universität zu Köln. Von 2005 bis 2006 erhielt er ein Forschungsstipendium am Historischen Kolleg in München. 2008 war er Professeur invité an der Université Paris 1 – Panthéon-Sorbonne, 2013 Fellow am Internationalen Kolleg 'MORPHOMATA. Genese, Dynamik und Medialität kultureller Figurationen' an der Universität zu Köln. Seit 2019 ist er Professor im Ruhestand.
Hölkeskamp befasst sich mit griechischer und römischer Geschichte, besonders mit dem östlichen Mittelmeerraum von der Bronzezeit bis zum archaischen Zeitalter, mit der Entstehung der Polis und mit der Gesetzgebung im archaischen und klassischen Griechenland. Hauptsächlicher Forschungsschwerpunkt ist jedoch die politische Kultur der römischen Republik, die Mentalitätsgeschichte der republikanischen Aristokratie und die Begriffsgeschichte der römischen Oberschicht. Er war Mitherausgeber der Zeitschrift Hermes. Zeitschrift für Klassische Philologie und der Reihen Hermes-Einzelschriften, Oldenbourg Grundriss der Geschichte und der Kölner Historischen Abhandlungen.
Karl-Joachim Hölkeskamp ist mit der Althistorikerin Elke Stein-Hölkeskamp verheiratet. 2017 wurde das Ehepaar mit dem Karl-Christ-Preis ausgezeichnet.

## Schriften (Auswahl)
Monographien
- Die Entstehung der Nobilität. Studien zur sozialen und politischen Geschichte der Römischen Republik im 4. Jahrhundert v. Chr. Franz Steiner, Stuttgart 1984 (Dissertation, Ruhr-Universität Bochum). 2. erweiterte Auflage 2011
- Schiedsrichter, Gesetzgeber und Gesetzgebung im archaischen Griechenland. Franz Steiner, Stuttgart 1999 (Habilitationsschrift, Ruhr-Universität Bochum)
- Senatus populusque Romanus. Die politische Kultur der Republik – Dimensionen und Deutungen. Franz Steiner, Stuttgart 2004
- Rekonstruktionen einer Republik. Die politische Kultur des antiken Rom und die Forschung der letzten Jahrzehnte. Oldenbourg, München 2004, ISBN 3-486-64439-4.
  - Französische Übersetzung von Claudine Layre und Fréderic Hurlet: Reconstruire une république: la “culture politique” de la Rome antique et la recherche des dernières décennies. Nantes 2008 (mit einem Vorwort von Jean-Michel David)
  - Englische Übersetzung von Henry Heitmann-Gordon: Reconstructing the Roman Republic. An Ancient Political Culture and Modern Research. Princeton/Oxford 2010 (erweiterte, ergänzte und aktualisierte Ausgabe)
  - Italienische Übersetzung von Edoardo Bianchi und Maria Chiara Mazzotta: Modelli per una repubblica. La cultura politica dell’antica Roma e la ricerca degli ultimi decenni (Monografie del Centro Ricerche di Documentazione sull’Antichità Classica). Rom 2016 (mit aktualisierten Literaturangaben)
  - Spanische Übersetzung von Francisco Pina Polo und Cristina Rosillo López: La cultura política de la República Romana. Un debate historiográfico internacional (LIBERA RES PUBLICA, vol. 1), Sevilla/Zaragoza 2019 (mit einer Einleitung der Übersetzer)
- Libera res publica. Die politische Kultur des antiken Rom – Positionen und Perspektiven. Franz Steiner, Stuttgart 2017, ISBN 978-3-515-11729-6.
- Roman Republican Reflections. Studies in politics, power, and pageantry. Franz Steiner, Stuttgart 2020, ISBN 978-3-515-12703-5.
- Theater der Macht. Die Inszenierung der Politik in der römischen Republik. C. H. Beck, München 2023, ISBN 978-3-406-80693-3.

Herausgeberschaften
- mit W. Eder: Volk und Verfassung im vorhellenistischen Griechenland. Beiträge auf dem Symposium zu Ehren von Karl-Wilhelm Welwei, Franz Steiner, Stuttgart 1997
- mit Elke Stein-Hölkeskamp: Von Romulus zu Augustus. Große Gestalten der römischen Republik. München 2000. 2. Auflage 2010
- mit Jörn Rüsen, Elke Stein-Hölkeskamp und Heinrich Theodor Grütter: Sinn (in) der Antike. Orientierungssysteme, Leitbilder und Wertkonzepte im Altertum. Mainz 2003.
- mit Elke Stein-Hölkeskamp: Erinnerungsorte der Antike. Die römische Welt. C. H. Beck, München 2006, 2. Auflage 2020, ISBN 978-3-406-54682-2.
- mit Stefan Rebenich: Phaëthon. Ein Mythos in Antike und Moderne. Franz Steiner, Stuttgart 2009.
- Eine politische Kultur (in) der Krise? Die „letzte Generation“ der römischen Republik (= Schriften des Historischen Kollegs. Kolloquien. Bd. 73). Oldenbourg, München 2009 (Digitalisat)
- mit Elke Stein-Hölkeskamp: Die griechische Welt. Erinnerungsorte der Antike. C. H. Beck, München 2010, 2. Auflage 2019, ISBN 978-3-406-60496-6.
- mit Wolfgang Blösel: Von der militia equestris zur militia urbana. Prominenzrollen und Karrierefelder im antiken Rom. Beiträge einer internationalen Tagung vom 16. bis 18. Mai 2008 an der Universität zu Köln. Franz Steiner, Stuttgart 2011, ISBN 978-3-515-09686-7.
- mit Dietrich Boschung und Claudia Sode: Raum und Performanz. Rituale in Residenzen von der Antike bis 1815. Franz Steiner, Stuttgart 2015, ISBN 978-3-515-11082-2.
- mit Hans Beck: Verlierer und Aussteiger in der ‚Konkurrenz unter Anwesenden‘. Agonalität in der politischen Kultur des antiken Rom. Franz Steiner, Stuttgart 2019, ISBN 978-3-515-12179-8.
- mit J. Hoffmann-Salz, K. Kostopoulos und S. Lentzsch: Die Grenzen des Prinzips. Die Infragestellung von Werten durch Regelverstöße in antiken Gesellschaften. Franz Steiner, Stuttgart 2019.
- mit S. Karataș und R. Roth: Empire, Hegemony or Anarchy? Rome and Italy, 201–30 BCE. Franz Steiner, Stuttgart 2019.